# Saturnia gremmingeri
Saturnia gremmingeri är en fjärilsart som beskrevs av Ehinger. 1921. Saturnia gremmingeri ingår i släktet Saturnia och familjen påfågelsspinnare. Inga underarter finns listade.